# Sint-Agneskerk (voormalige kerk Bunde)
De Sint-Agneskerk is een voormalig kerkgebouw in Bunde, in de Nederlands Zuid-Limburgse gemeente Meerssen. Het gebouw ligt in het oude deel van Bunde aan de zuidzijde van een plein.
Het gebouw bestaat uit een rond gesloten koor, een eenbeukig schip en een westtoren met dubbeltorenfront.
Het kerkgebouw is een rijksmonument en gewijd aan Agnes.

## Geschiedenis
In 1145 stond er in Bunde reeds een kapel die aan de H. Martinus was toegewijd en eigendom was van de proosdij van Meerssen. Onbekend is wanneer de patroonheilige gewijzigd is.
In 1613 werd de kapel tot zelfstandige parochie verheven.
In 1661 ging Bunde deel uitmaken van Staats gebied en werd er een simultaneum gevestigd. Onbekend is tot wanneer dit simultaneum geduurd heeft.
In 1714 werd de laatmiddeleeuwse kerk vervangen door een nieuwere kerk en werd daarmee flink uitgebreid. Er werd een toren en een schip opgetrokken.
In 1822 brandde de toren af na een blikseminslag.
In 1842-1843 werd het koor vernieuwd naar het ontwerp van Jean Dumoulin. Tevens werden een apsis en een sacristie gebouwd.
In 1904-1905 werd de kerk in westwaartse richting uitgebreid naar ontwerp van Nic Ramakers en N. Bingen en kreeg het een dubbeltorenfront met rijke neobarokke en neorenaissance details. Daarbij werd de gelede fronttoren met naaldspits vervangen en werden er twee traveeën aan de westzijde en een sacristie toegevoegd.
In 1925 werd er met twee zijkapellen uitgebreid.
In 1940 waren er plannen om de kerk uit te breiden vanwege de bevolkingsgroei. De torens van het gebouw waren echter dringend aan onderhoud toe, naar buiten uitweken en bijeengehouden werden door trekstangen. Er werd geadviseerd niets te doen en te denken over een nieuw kerkgebouw.
Na de Tweede Wereldoorlog was de toestand van de kerk steeds slechter geworden.
In 1951 besloot het kerkbestuur om een nieuwe kerk te laten bouwen.
In 1960 werd de kerk gesloten, maar mocht niet worden afgebroken omdat het een rijksmonument was. Voortaan ging men te kerke in de nieuwe Sint-Agneskerk.
Vanaf 1963 werd het gebouw aan een constructiebedrijf verhuurd. Het hoofdaltaar was inmiddels aan een kerk in Grevenbroich verkocht.
Het bedrijf wilde het gebouw kopen maar mocht dit niet wegens het bestemmingsplan en vertrok in 1976 uit het gebouw.
In 1980 trachtte het kerkbestuur van de monumentenlijst af te halen, maar dat gebeurde niet omdat de gemeente niet wilde dat de kerk uit het landschappelijk schoon verdween. Het gebouw was ondertussen aan hevig verval onderhevig. Er werden geen plannen tot restauratie gemaakt, omdat men eerst een bestemming voor het gebouw wilde hebben.
In 1988 kocht de gemeente Meerssen (na herindeling) de kerk en liet het gebouw restaureren. Vervolgens werd er een cultureel centrum in gevestigd en wordt het gebruikt als sociëteit- en expositieruimte.
In 2023 heeft de gemeente Meerssen het gebouw verkocht. Op woensdag 6 september 2023 is de koopovereenkomst getekend met de intentie dat er woningen in gerealiseerd gaan worden. 

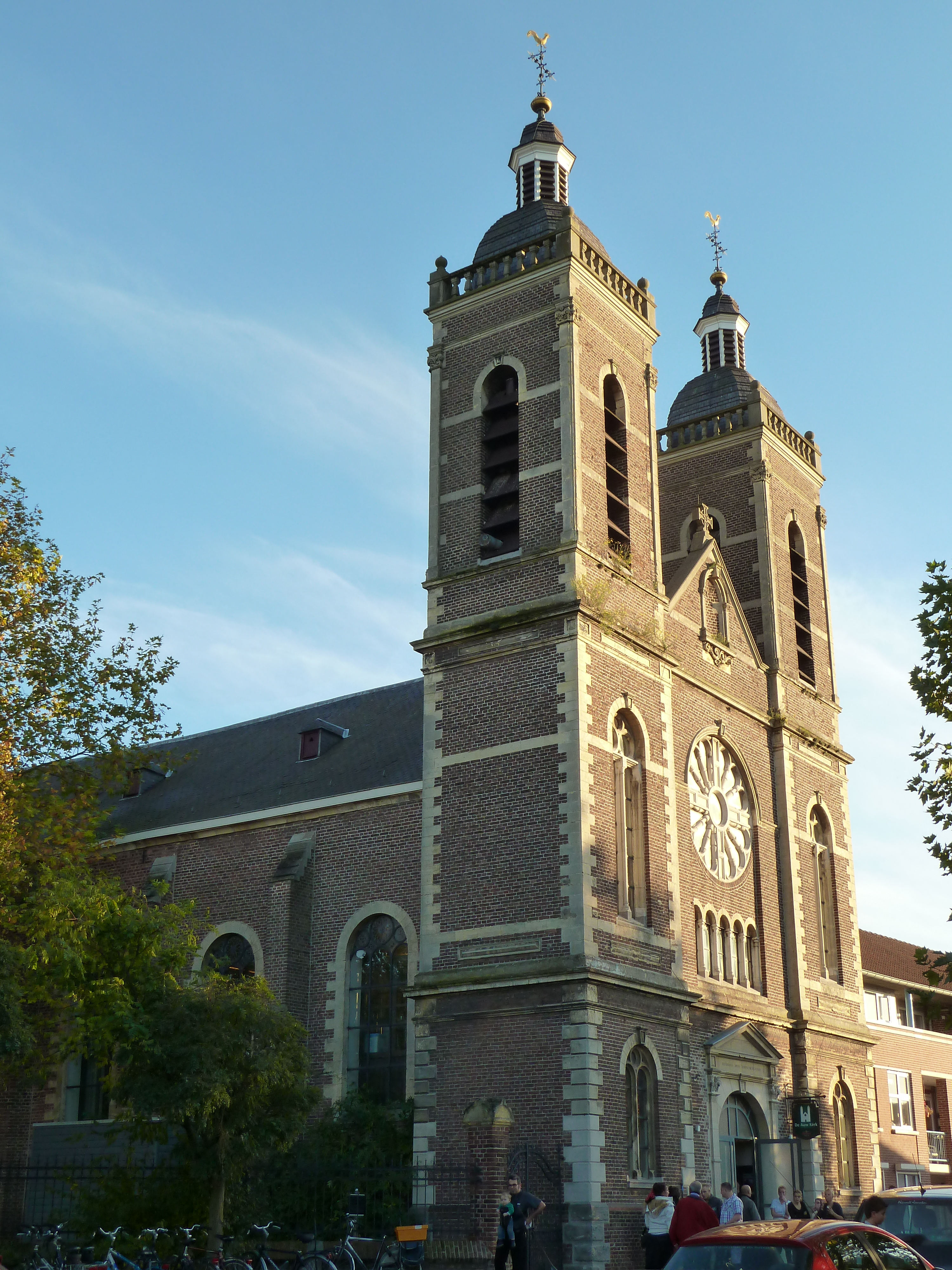
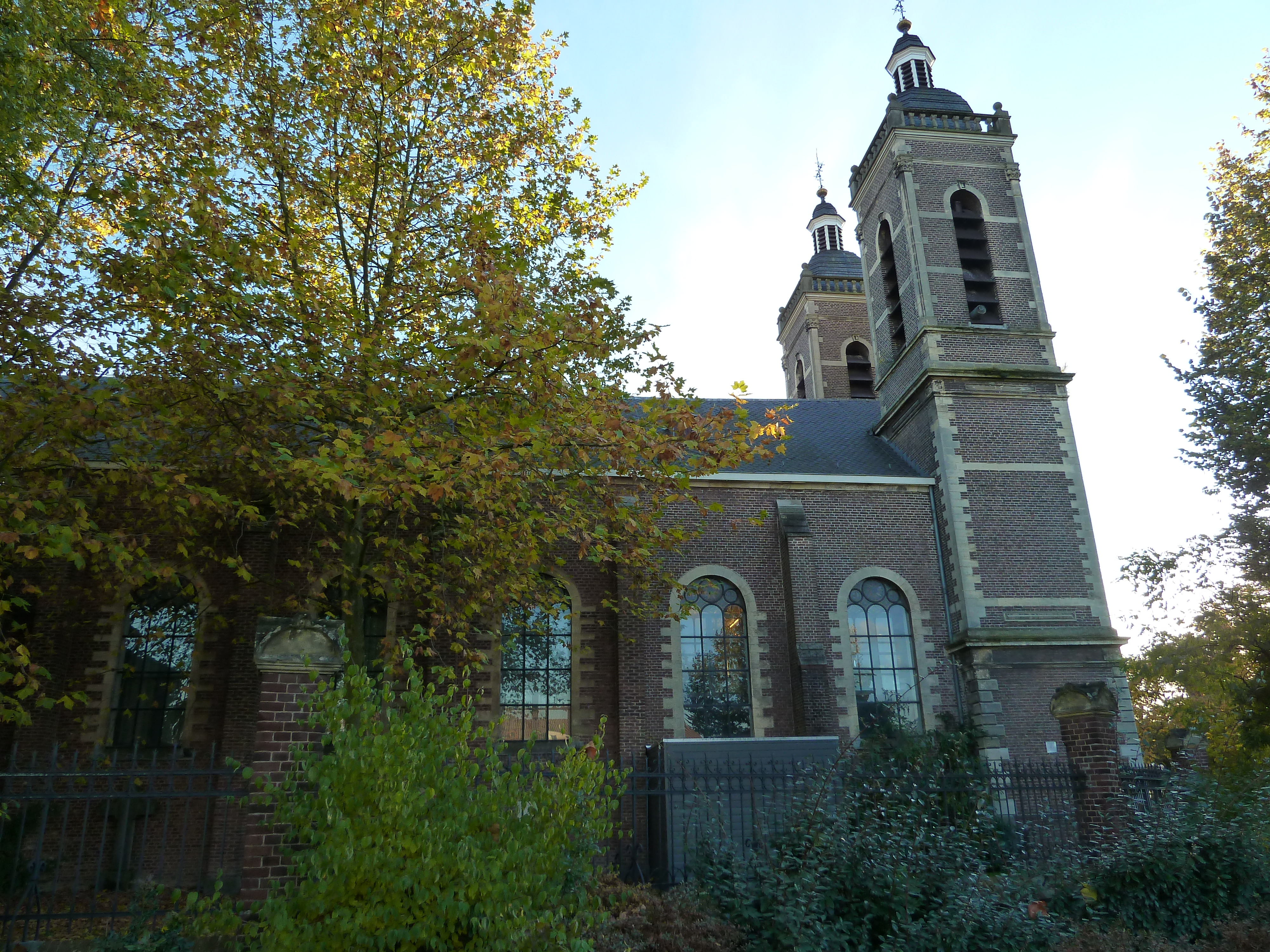